# Elizabeth Bisland

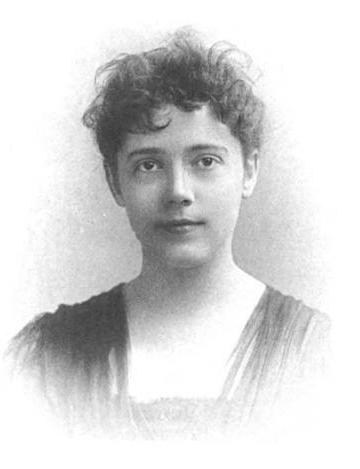
Elizabeth Bisland

Elizabeth Bisland Wetmore (11 de fevereiro de 1861 - 6 de janeiro de 1929) foi uma jornalista e autora norte-americana, talvez agora mais conhecida por sua corrida de 1889 a 1890 ao redor do mundo contra Nellie Bly, que atraiu a atenção mundial. A maioria de seus escritos eram obras literárias. Ela publicou todos os seus trabalhos como Elizabeth Bisland.

## Início de carreira
Bisland nasceu em Fairfax Plantation, St. Mary Parish, Louisiana, em 11 de fevereiro de 1861. Durante a Guerra Civil, a família fugiu da propriedade antes da Batalha de Fort Bisland. A vida era difícil quando eles voltaram, e quando ela tinha doze anos a família se mudou para Natchez, Louisiana, local da casa da família de seu pai que ele havia herdado.
Ela começou sua carreira de escritora na adolescência, enviando poesia para o New Orleans Times Democrat usando o pseudônimo B.L.R. Dane. Uma vez que sua atividade de escrita foi revelada à sua família e ao editor do jornal, ela foi paga pelo trabalho e logo foi para Nova Orleans para trabalhar para o jornal.
Por volta de 1887, Bisland mudou-se para Nova York e obteve seu primeiro trabalho no jornal The Sun. Em 1889 ela estava trabalhando para várias publicações, incluindo o New York World. Entre outros veículos, ela mais tarde se tornou editora da revista Cosmopolitan e também contribuiu para a Atlantic Monthly e a North American Review.

## Viagem ao redor do mundo

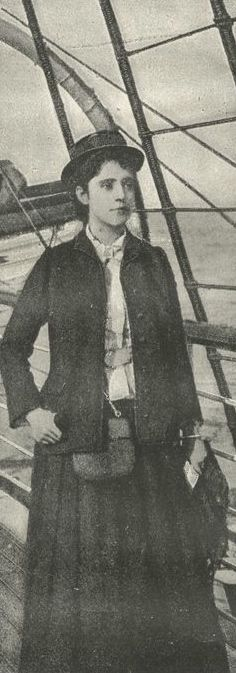
Elizabeth Bisland no convés de um navio durante sua corrida ao redor do mundo contra Nellie Bly

Em novembro de 1889, o New York World anunciou que estava enviando sua repórter Nellie Bly ao redor do mundo, em uma tentativa de superar a viagem fictícia de 80 dias de Phileas Fogg no romance de Jules Verne A Volta ao Mundo em Oitenta Dias. Ao perceber esse golpe publicitário, John Brisben Walker, que acabara de comprar a Cosmopolitan, de três anos e ainda incipiente, decidiu despachar Bisland em sua própria jornada.
Seis horas depois de ser recrutado, Bisland partiu para o oeste de Manhattan. Enquanto isso, Bly partiu em um navio a vapor com destino à Europa, ambos no mesmo dia - 14 de novembro de 1889. As viagens foram acompanhadas com entusiasmo pelo público, embora Bly, patrocinado pelo mais sensacionalista e popular New York World (que principalmente ignorou Bisland), parecia receber mais atenção do que Bisland e o gentil Cosmopolitan, que só publicava mensalmente.
Bly, correndo contra a marca de 80 dias, desconhecia sua competição até chegar a Hong Kong em 24 de dezembro.
Em última análise, no entanto, Bly triunfou sobre Bisland. Criticamente, enquanto na Inglaterra, Bisland foi informada (e aparentemente acreditou) que ela havia perdido seu trajeto pretendido, o rápido navio a vapor alemão Ems saindo de Southampton, embora seu editor tivesse subornado a companhia de navegação para atrasar sua partida. Não se sabe se ela foi intencionalmente enganada. Ela foi assim forçada a pegar o lento Bothnia em 18 de janeiro, partindo de Queenstown (Cobh), Irlanda, garantindo que Bly prevalecesse.
Mais tarde, Bly viajou pelos EUA em um trem especialmente fretado para completar sua jornada. Ela chegou ao seu destino final em Nova Jersey em 25 de janeiro de 1890, às 15h51, para um tempo total de viagem de 72 dias, 6 horas e 11 minutos. A hora exata foi mantida, pois o World anunciava um concurso para adivinhar o momento exato em que ela chegaria.
O navio de Bisland não chegou a Manhattan até 30 de janeiro. Ela completou sua viagem em 76 1/2 dias, também bem à frente do recorde ficcional de Fogg.
Bisland escreveu uma série de artigos para a Cosmopolitan em sua jornada, posteriormente publicada como um livro intitulado In Seven Stages: A Flying Trip Around The World (1891).

## Carreira posterior
A escrita de Bisland era de natureza mais literária do que sua participação na corrida mundial poderia indicar (e seus escritos eram um claro contraste com o estilo mais aventureiro dos escritos de Bly em sua viagem). De fato, seu obituário do New York Times de 1929 nem sequer mencionou a jornada, e ela concentrou sua escrita em tópicos mais sérios após "a corrida". Em 1906, ela publicou o bem recebido The Life and Letters of Lafcadio Hearn; ela conheceu Hearn quando ambos moravam em Nova Orleans na década de 1880.
Ela co-escreveu com Anne Hoyt Seekers in Sicily, que foi escrita antes, mas publicada depois do terremoto de 1908 em Messina.
O último livro de Bisland, Three Wise Men of the East (1930), foi publicado postumamente.

## Vida pessoal
Bisland casou-se com o advogado Charles Whitman Wetmore em 1891, no entanto, ela continuou a publicar livros sob seu nome de solteira. O casal construiu uma notável residência de verão chamada Applegarth (na costa norte de Long Island) em 1892.
Bisland morreu de pneumonia perto de Charlottesville, Virginia em 6 de janeiro de 1929, e foi enterrada no Woodlawn Cemetery no Bronx, New York City, coincidentemente, no mesmo cemitério que Bly, que também morreu de pneumonia em 1922.